# Mertensophryne lonnbergi
Mertensophryne lonnbergi es una especie de anfibios de la familia Bufonidae.
Es endémica de Kenia.
Su hábitat natural incluye montanos secos, zonas de arbustos tropicales o subtropicales, praderas a baja altitud, marismas de agua dulce, tierra arable, zonas de pastos y estanques.